# جزيرة ليفينغستون
جزيرة ليفينغستون هي جزيرة تقع في المحيط الجنوبي وهي جزء من جزر جنوب شيتلاند التابعة لالمقاطعة البريطانية بالقارة القطبية الجنوبية.